# Der Musikfeind
Der Musikfeind ist eine Operette des Komponisten Richard Genée, der auch für das Libretto verantwortlich zeichnete. Seine Uraufführung erlebte dieses Theaterstück am 8. Februar 1862 am Großherzoglichen Hoftheater in Schwerin.
Trotz liebenswerter und gefälliger Melodien gilt dieses Theaterstück gerade durch die Handlung als sehr anspruchslos. Deshalb ist dieses Werk schon lange von fast allen Bühnen verschwunden, obwohl es durchaus zu den klassischen Wiener Operetten zu zählen ist.

## Handlung
Herr Hammer ist vermögend und lebt auf dem Land. Allein mit seiner Nichte zusammen bewohnt er sein großes Landhaus. Darin ist gerade eine kleine Wohnung frei geworden und er will sie wieder vermieten. Da er selbst Musik in jeglicher Form ablehnt und auch in seiner Gegenwart keine duldet, kommt nur ein völlig unmusikalischer Mieter in Frage.
Ida liebt den Komponisten Alfred Moll und rät ihm, sich dem Onkel als musikhassender Mieter zu empfehlen. Onkel Hammer wurde nämlich in seiner Jugend beim Musizieren einmal ausgelacht und hat seitdem allem Musikalischen abgeschworen. Um den Onkel zu überzeugen, wird folgender Plan geschmiedet:
Als der Onkel von seinem täglichen Spaziergang zurückkommt, stellt sich Moll als neuer Mieter vor. Hammer gewinnt durch Nachfragen die Gewissheit, einen unmusikalischen Menschen vor sich zu haben und vermietet ihm die Wohnung. Begeistert von seinem unmusikalischen Mieter erlaubt Hammer seiner Nichte, ihren geliebten Komponisten zu heiraten, falls er (der Onkel) je einmal seinem Hass auf die Musik abschwören solle.
Als Hammer nochmals aus dem Haus geht, lehrt Ida ihrem Geliebten ein Lied, das Hammers Mutter ihrem Sohn einst immer vorgesungen hatte. Als Hammer zurückkommt, erholt er sich im Lehnstuhl und schläft dabei ein. Nun schleichen Ida und Alfred ins Zimmer und singen ihm leise dieses Lied vor. Hammer beginnt im Halbschlaf mitzusingen. Erwischt, schwört nun der Onkel seiner Ablehnung von Musik ab und gibt zur Heirat der beiden seinen Segen.